# Brochthausen
Brochthausen est un quartier de la commune allemande de Duderstadt, appartenant à l'arrondissement de Göttingen, dans le Land de Basse-Saxe.

## Géographie
Brochthausen se situe sur la Kreisstraße 109 entre Fuhrbach, Hilkerode et Zwinge, à 8 kilomètres au nord-est de Duderstadt à la frontière du Land avec la Thuringe et appartient au Bas-Eichsfeld. À la limite nord du village commence la réserves naturelle des étangs de Rhumeaue, Ellerniederung, Schmalau et Thiershausen.

## Histoire
Brochthausen est mentionné pour la première fois dans un document en 1334. Dans ce document daté du 22 mai 1334, le duc Henri II de Brunswick-Grubenhagen nomme le lieu dans le cadre d'une redevance annuelle. Il s'engage à verser un quart de mark en faveur des frères Dethard et Hermann de Zwinge de son domaine de Brochthausen, mentionné sous le nom de Wrochthusen. Le 4 octobre 1429, Tile Wolf vend les domaines de Brochthausen, Kreterode et Huxtal à la ville de Duderstadt, qui exerce désormais la souveraineté judiciaire et politique jusqu'en 1815 en exigeant des impôts et des services. Ce n'est qu'avec l'acte de rédemption hanovrienne de 1831 que la relation économique de dépendance commence à se dissoudre progressivement. Mais cela se poursuivra jusqu'au XXe siècle.
Au cours des guerres des XVIIe siècle et XVIIIe siècle, Brochthausen, comme les autres villages municipaux de Duderstadt, souffre du cantonnement, des contibrutions élevées et du pillage.
Le 1er janvier 1973, Brochthausen est incorporé à la ville de Duderstadt dans le cadre de la réforme régionale en Basse-Saxe.

## Source, notes et références
- (de) Cet article est partiellement ou en totalité issu de l’article de Wikipédia en allemand intitulé « Brochthausen » (voir la liste des auteurs).

1. ↑  (de) « Die Dörfer unserer Stadt », sur Duderstadt (consulté le 3 septembre 2021).
2. 1 2  (de) Ulrich Harteisen, Ansgar Hoppe, Hansjörg Küster, Torsten W. Müller, Haik Thomas Porada, Das Eichsfeld : Eine landeskundliche Bestandsaufnahme, Böhlau Verlag Köln, 2018, 496 p. (ISBN 9783412500665, lire en ligne).
3. ↑  (de) Statistisches Bundesamt, Historisches Gemeindeverzeichnis für die Bundesrepublik Deutschland. Namens-, Grenz- und Schlüsselnummernänderungen bei Gemeinden, Kreisen und Regierungsbezirken vom 27.5.1970 bis 31.12.1982, 1983 (ISBN 3-17-003263-1).